# Temporada 1996-97 de los New Jersey Nets
La temporada 1996-97 fue la vigesimoprimera de los New Jersey Nets en la NBA, tras la fusión de la liga con la ABA, donde había jugado nueve temporadas, y la decimonovena en su ubicación en Nueva Jersey. La temporada regular acabó con 26 victorias y 56 derrotas, ocupando el decimotercer puesto de la conferencia Este, no logrando clasificarse para los playoffs.

## Elecciones en elDraft
| Ronda | Puesto | Jugador       | Posición | Nacionalidad   | Universidad |
| ----- | ------ | ------------- | -------- | -------------- | ----------- |
| 1     | 8      | Kerry Kittles | SG       | Estados Unidos | Villanova   |

## Temporada regular
| División Atlántico   | División Atlántico | División Atlántico | División Atlántico | División Atlántico | División Atlántico | División Atlántico | División Atlántico | División Atlántico |
| Equipo               | G                  | P                  | %                  | PD                 | Casa               | Fuera              | Div                |                    |
| -------------------- | ------------------ | ------------------ | ------------------ | ------------------ | ------------------ | ------------------ | ------------------ | ------------------ |
| y-Miami Heat         | 61                 | 21                 | .744               | –                  | 29–12              | 32–9               | 16–8               |                    |
| x-New York Knicks    | 57                 | 25                 | .695               | 4                  | 31–10              | 26–15              | 19–6               |                    |
| x-Orlando Magic      | 45                 | 37                 | .549               | 16                 | 26–15              | 19–22              | 13–11              |                    |
| x-Washington Bullets | 44                 | 38                 | .537               | 17                 | 25–16              | 19–22              | 14–10              |                    |
| New Jersey Nets      | 26                 | 56                 | .317               | 35                 | 16–25              | 10–31              | 11–13              |                    |
| Philadelphia 76ers   | 22                 | 60                 | .268               | 39                 | 11–30              | 11–30              | 11–14              |                    |
| Boston Celtics       | 15                 | 67                 | .183               | 46                 | 11–30              | 4–37               | 1–23               |                    |

## Estadísticas

### Temporada regular
| Rk | Jugador         | Edad | P  | PT | MP   | TC  | TCI  | %TC  | T3  | T3I | %T3  | TL  | TLI | %TL   | RO  | RD  | RT   | AS  | RB  | TAP | BP  | FP  | PTS  |
| -- | --------------- | ---- | -- | -- | ---- | --- | ---- | ---- | --- | --- | ---- | --- | --- | ----- | --- | --- | ---- | --- | --- | --- | --- | --- | ---- |
| 1  | Kendall Gill    | 28   | 82 | 81 | 39.0 | 7.9 | 17.7 | .443 | 0.9 | 2.7 | .336 | 5.2 | 6.5 | .797  | 2.2 | 3.9 | 6.1  | 4.0 | 1.9 | 0.6 | 2.7 | 2.7 | 21.8 |
| 2  | Jim Jackson     | 26   | 31 | 31 | 37.3 | 5.9 | 14.2 | .417 | 1.3 | 3.5 | .370 | 3.4 | 3.9 | .852  | 1.6 | 4.3 | 5.9  | 5.2 | 0.9 | 0.5 | 3.3 | 2.6 | 16.5 |
| 3  | Kerry Kittles   | 22   | 82 | 57 | 36.7 | 6.2 | 14.5 | .426 | 1.9 | 5.1 | .377 | 2.1 | 2.8 | .771  | 1.3 | 2.6 | 3.9  | 3.0 | 1.9 | 0.4 | 1.5 | 2.0 | 16.4 |
| 4  | Jayson Williams | 28   | 41 | 40 | 34.9 | 5.4 | 13.2 | .409 | 0.0 | 0.1 | .000 | 2.6 | 4.5 | .590  | 5.9 | 7.6 | 13.5 | 1.2 | 0.6 | 0.9 | 2.0 | 3.9 | 13.4 |
| 5  | Robert Pack     | 27   | 34 | 31 | 34.9 | 5.7 | 13.9 | .407 | 0.6 | 2.2 | .297 | 3.9 | 5.0 | .788  | 0.4 | 2.1 | 2.5  | 9.6 | 1.7 | 0.1 | 4.4 | 2.4 | 15.9 |
| 6  | Sam Cassell     | 27   | 23 | 22 | 33.8 | 7.3 | 16.4 | .443 | 2.0 | 5.2 | .392 | 2.8 | 3.3 | .831  | 0.9 | 2.7 | 3.6  | 6.5 | 1.6 | 0.3 | 2.9 | 3.7 | 19.3 |
| 7  | Shawn Bradley   | 24   | 40 | 38 | 30.7 | 5.0 | 11.4 | .436 | 0.0 | 0.1 | .000 | 2.0 | 3.1 | .664  | 3.0 | 5.2 | 8.1  | 0.5 | 0.6 | 4.0 | 1.6 | 3.1 | 12.0 |
| 8  | Chris Gatling   | 29   | 3  | 0  | 30.7 | 6.0 | 14.3 | .419 | 0.0 | 0.0 |      | 5.0 | 5.3 | .938  | 2.7 | 4.7 | 7.3  | 1.0 | 1.3 | 0.0 | 2.0 | 4.3 | 17.0 |
| 9  | Eric Montross   | 25   | 31 | 31 | 27.2 | 2.4 | 5.2  | .451 | 0.0 | 0.0 |      | 0.4 | 0.9 | .393  | 3.7 | 5.4 | 9.1  | 0.9 | 0.4 | 1.3 | 0.8 | 3.8 | 5.1  |
| 10 | Tony Massenburg | 29   | 79 | 49 | 24.7 | 2.8 | 5.7  | .485 | 0.0 | 0.0 | .000 | 1.6 | 2.6 | .631  | 2.8 | 3.7 | 6.5  | 0.3 | 0.5 | 0.6 | 1.2 | 2.7 | 7.2  |
| 11 | Khalid Reeves   | 24   | 50 | 18 | 21.0 | 2.8 | 7.2  | .393 | 1.5 | 3.8 | .396 | 1.1 | 1.5 | .747  | 0.4 | 1.3 | 1.8  | 3.4 | 0.5 | 0.1 | 1.6 | 2.4 | 8.3  |
| 12 | Xavier McDaniel | 33   | 62 | 5  | 18.9 | 2.2 | 5.7  | .389 | 0.1 | 0.4 | .200 | 1.0 | 1.4 | .730  | 2.0 | 3.1 | 5.1  | 1.0 | 0.6 | 0.3 | 1.1 | 2.3 | 5.6  |
| 13 | Lloyd Daniels   | 29   | 17 | 0  | 16.6 | 2.0 | 6.1  | .330 | 1.1 | 3.5 | .322 | 0.3 | 0.4 | .833  | 1.1 | 1.2 | 2.3  | 1.5 | 0.5 | 0.2 | 0.6 | 1.7 | 5.4  |
| 14 | Joe Kleine      | 35   | 28 | 0  | 16.2 | 1.3 | 2.9  | .427 | 0.0 | 0.1 | .500 | 0.5 | 0.6 | .722  | 1.4 | 2.7 | 4.1  | 0.8 | 0.3 | 0.4 | 0.8 | 2.0 | 3.0  |
| 15 | Reggie Williams | 32   | 11 | 0  | 15.2 | 2.5 | 6.1  | .403 | 0.8 | 3.0 | .273 | 0.7 | 0.9 | .800  | 0.4 | 1.8 | 2.2  | 0.7 | 0.7 | 0.4 | 0.9 | 2.5 | 6.5  |
| 16 | Kevin Edwards   | 31   | 32 | 0  | 14.9 | 2.2 | 5.7  | .377 | 0.5 | 1.3 | .349 | 1.2 | 1.3 | .860  | 0.3 | 1.1 | 1.3  | 1.8 | 0.5 | 0.1 | 1.5 | 1.1 | 5.9  |
| 17 | Ed O'Bannon     | 24   | 45 | 5  | 14.1 | 1.7 | 4.6  | .367 | 0.4 | 1.3 | .283 | 0.4 | 0.5 | .870  | 0.9 | 1.6 | 2.5  | 0.6 | 0.5 | 0.2 | 0.3 | 1.7 | 4.2  |
| 18 | Adrian Caldwell | 30   | 18 | 0  | 11.3 | 0.6 | 1.9  | .286 | 0.0 | 0.1 | .000 | 0.5 | 0.9 | .529  | 1.1 | 2.0 | 3.1  | 0.3 | 0.4 | 0.1 | 0.7 | 1.5 | 1.6  |
| 19 | Evric Gray      | 27   | 5  | 0  | 8.4  | 0.8 | 3.0  | .267 | 0.2 | 0.8 | .250 | 0.8 | 0.8 | 1.000 | 0.2 | 0.4 | 0.6  | 0.4 | 0.2 | 0.0 | 0.6 | 1.0 | 2.6  |
| 20 | Yinka Dare      | 24   | 41 | 2  | 7.6  | 0.5 | 1.3  | .352 | 0.0 | 0.0 |      | 0.5 | 0.9 | .514  | 0.9 | 1.1 | 2.0  | 0.1 | 0.1 | 0.7 | 0.5 | 1.2 | 1.4  |
| 21 | Vincent Askew   | 30   | 1  | 0  | 7.0  | 0.0 | 0.0  |      | 0.0 | 0.0 |      | 0.0 | 0.0 |       | 0.0 | 0.0 | 0.0  | 0.0 | 0.0 | 0.0 | 0.0 | 1.0 | 0.0  |
| 22 | Robert Werdann  | 26   | 6  | 0  | 5.2  | 0.5 | 1.2  | .429 | 0.0 | 0.0 |      | 0.5 | 0.5 | 1.000 | 0.5 | 0.5 | 1.0  | 0.0 | 0.3 | 0.2 | 0.3 | 1.7 | 1.5  |
| 23 | Jack Haley      | 33   | 20 | 0  | 3.7  | 0.7 | 1.9  | .351 | 0.0 | 0.0 |      | 0.7 | 1.0 | .737  | 0.7 | 1.0 | 1.6  | 0.3 | 0.1 | 0.1 | 0.1 | 0.7 | 2.0  |

## Galardones y récords
| Jugador       | Galardón                                |
| Kerry Kittles | 2.º Mejor quinteto de rookies de la NBA |